# Gaston Charlot
Pour les articles homonymes, voir Charlot (homonymie).
Gaston Charlot, né le 11 juin 1904 à Paris 12e et mort le 17 avril 1994 à Villejuif, est un chimiste français, fondateur de la chimie analytique moderne en France.

## Biographie
Élève de l'École supérieure de physique et de chimie industrielles de la ville de Paris (41e promotion), il travaille sur l'oxydation catalytique des substances organiques en phase gazeuse. En 1945, il devient professeur de chimie analytique de l'École supérieure de physique et de chimie industrielles de la ville de Paris et donne des cours à la faculté des sciences de Paris et à l'Institut national des sciences et techniques nucléaires. Il généralise la Théorie de Bronsted-Lowry aux complexes. En 1943, il publie les Théories et méthodes nouvelles d'analyse qualitative qui révolutionnent la chimie analytique en éliminant l'utilisation des tests au sulfure d'hydrogène et les remplace par des tests d'électrolyses, de colorimétrie ou basés sur des réactions d'oxydoréduction, acido-basique, de formation de complexes et sur des réactions spécifiques dans des solvants non aqueux. Après l'opposition d'une partie de la communauté des chimistes, la méthode Charlot est approuvée par le premier congrès européen de chimie analytique d'après-guerre à Utrecht en 1948.
Gaston Charlot est l'auteur de plusieurs ouvrages de référence en chimie analytique comme son Cours de chimie analytique générale ou Les réactions chimiques en solution aqueuse.
Il est élu à l'Académie des Sciences en 1970 et est Chevalier de la Légion d'honneur.

## Publications
Gaston Charlot a écrit de nombreux cours de chimie:
- Cours de chimie analytique générale - tome 1 : solutions aqueuses et non aqueuses, Éditions Masson, 1967, 264 pages, 94 figures ;
- Cours de chimie analytique générale - tome 2 : méthodes électrochimiques et absorptiométriques, chromatographie, Éditions Masson, 1971, 202 pages, 211 figures ;
- Cours de chimie analytique générale - tome 3 : exercices, équilibres en milieu homogène, équilibre hétérogène, séparations, avec Magdeleine Machtinger et Robert Rosset, Éditions Masson, 1972, 212 pages, 26 figures ;
- Cours de chimie analytique générale - tome 4 : exercices, courbes de titrage, réactions dans les solvants, méthodes électrochimique, méthodes optiques, avec Magdeleine Machtinger et Robert Rosset, Éditions Masson, 1976, 285 pages ;
- Chimie analytique quantitative - tome 1 : méthodes chimiques et physicochimiques, Éditions Masson, 1974, 360 pages, 362 figures ;
- Chimie analytique quantitative - tome 2 : méthodes sélectionnées d'analyse chimique des éléments., Éditions Masson, 1974, 280 pages ;
- Les réactions chimiques en solution, l'analyse quantitative minérale, Éditions Masson, 1969, 486 pages, 110 figures ;
- Dosages colorimétriques des éléments minéraux, principes et méthodes, Éditions Masson, 1961, 380 pages, 72 figures ;
- Les méthodes de la chimie analytique, analyse quantitative minérale, Éditions Masson, 1966, 1024 pages, 397 figures ;
- Les réactions électrochimiques, les méthodes électrochimiques d'analyse, avec J. Badoz-Lambling et D. Trémillion, Éditions Masson ;
- Les méthodes d'analyse des réactions en solution, avec R. Gauguin, Éditions Masson, 328 pages, 242 figures ;
- Théorie et méthode nouvelle d'analyse qualitative, Éditions Masson
- Analyse qualitative rapide des cations et des anions, Dunod, 1980  (ISBN 2-04-010857-2)